# 辻川幸一郎
辻川幸一郎（つじかわ こういちろう、1972年 - ）はグラフィックデザイナー、映像作家。CM、PVなどのディレクターを手掛ける。1993年からCDジャケットなどのデザイナーとして活動。1997年から映像作家としても活動の場を広げる。Corneliusの作品には欠かせない存在となっている。

## 作品

### 短編映画
- 『きまぐれロボット』…星新一の短編を脚本・佐藤佐吉、主演・浅野忠信、音楽・Corneliusで映像化した作品

### ミュージック・ビデオ
- Cornelius
  - 『Drop』、『Drop -Do It Again』、『Another View Point』、『I Hate Hate』、『Fly』、『Tone Twilight Zone』from『POINT』
  - 『Sensuous』、『Fit Song』、『Breezin'』、『Gum』、『Scum』、『Omstart』、『Beep It』、『Like a Rolling Stone』、『Music』、『Sleep Warm』from『SENSUOUS』
  - 『あなたがいるなら(If You're Here)』、『The Spell of a Vanishing Loveliness』from『Mellow Waves』
- Cornelius『攻殻機動隊ARISE』
  - salyu × salyu 『じぶんがいない』
  - 青葉市子 コーネリアス『外は戦場だよ』
  - ショーン・レノン コーネリアス『Heart Grenade』
  - 高橋幸宏&METAFIVE『Split Spirit』
- スケッチ・ショウ『ekot』、『Mars』
- salyu × salyu『ただのともだち』、『Sailing Days』from『s(o)un(d)beams』、『話したいあなたと』
- ASA-CHANG&巡礼『花』
- The Claypool Lennon Delirium『Satori』
- カヒミ・カリィ『Trapeziste』、『do you know the time?』
- UA『Love Scene』、『閃光』
- 青葉市子『いきのこり●ぼくら』 (アルバム「0」収録)
- SUPERCAR『WONDER WORD』
- RIP SLYME『GALAXY』（MVA'05BEST VIDEO OF THE YEAR受賞）
- 昼海幹音『我は行く』(アルバム「文明交響型ウィルス」収録)
- HYDE『HORIZON』
- NODA-MAP『EGG』
- mi-gu『Pulling from above』
- GLAY『いつか』
- 藤井フミヤ『SEVEN WONDERS』
- SPANOVA『As Far As Ends Go』
- OPQ『ドノクライ』
- 斉藤和義『アゲハ』
- 嶺川貴子『Plash』
- カジヒデキ『This is still OK』
- 森山公一『ドンマイ』

## 受賞
- 2003年、世界最大の映像の祭典、レスフェストにてノミネートされたCorneliusのミュージックビデオ 『DROP-DO IT AGAIN』が、ベストオーディエンス賞を受賞。
- 2006年、文化庁メディア芸術祭のエンターテインメント部門にて、Corneliusのミュージックビデオ「FIT SONG」が優秀賞を受賞。
- 2008年、文化庁メディア芸術祭のエンターテインメント部門にて、Corneliusのミュージックビデオ『Omstart』が審査委員会推薦作品を受賞。
- 2011年、文化庁メディア芸術祭のエンターテインメント部門にてsalyu × salyuのミュージックビデオ「Sailing Days」が審査委員会推薦作品として選出。